# Општина Граждури (Јаши)
Граждури (рум. Grajduri) општина је у Румунији у округу Јаши.
Oпштина се налази на надморској висини од 183 m.